# Shea Whigham

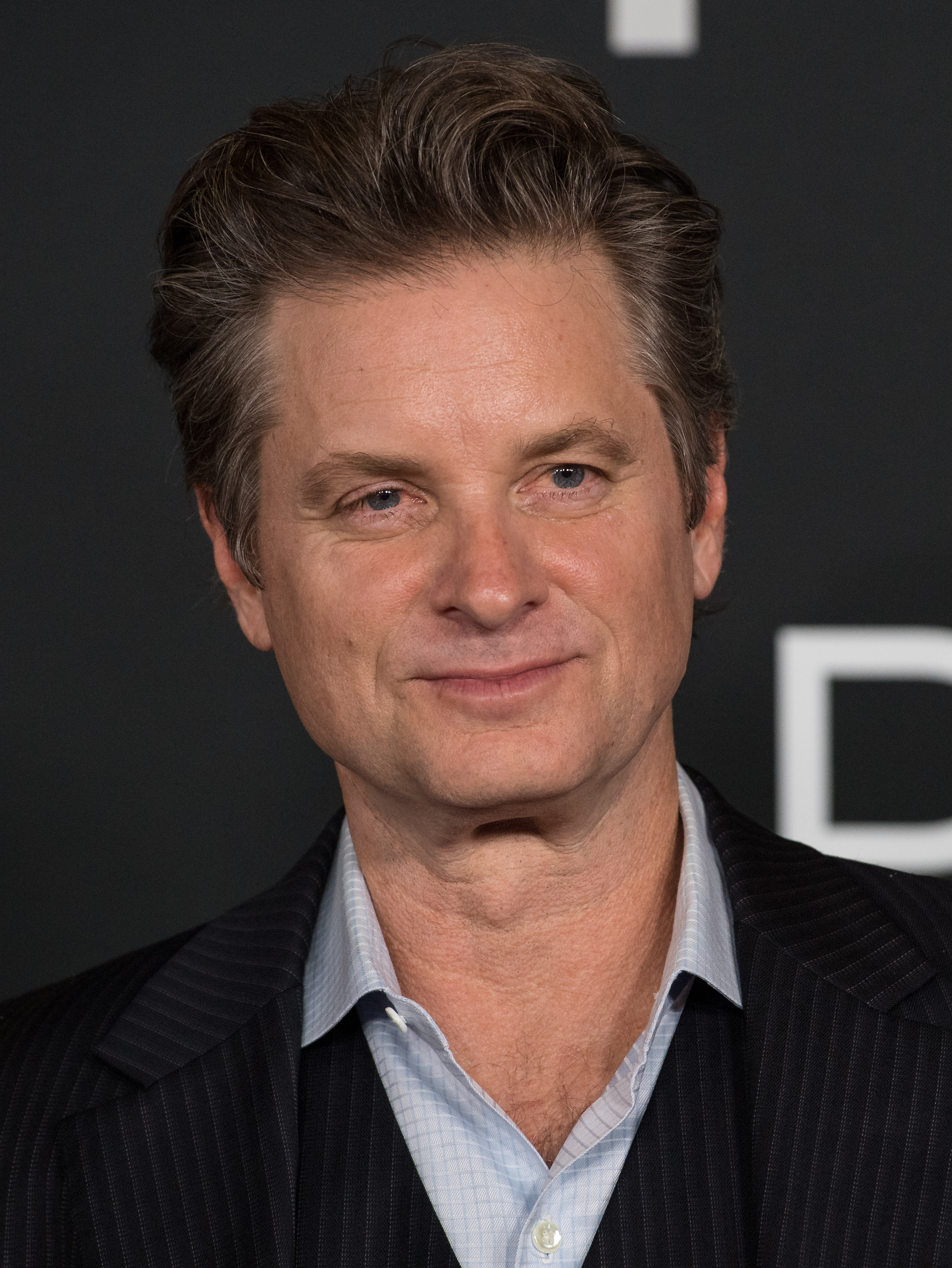
Shea Whigham bei einer Vorstellung von Aufbruch zum Mond im Oktober 2018

Franklin Shea Whigham junior (* 5. Januar 1969 in Tallahassee, Florida) ist ein US-amerikanischer Schauspieler.

## Leben
Whigham wurde 1969 in Tallahassee, Florida als Sohn eines Anwalts und einer Bibliothekarin geboren. Als er 5 Jahre alt war, zog seine Familie nach Lake Mary in der Nähe von Orlando, wo er auch die Highschool abschloss. Später ließ er sich in New York City nieder, wo er eine eigene Theatergruppe gründete.
Ab 1997 trat er erstmals in Fernsehproduktionen als Schauspieler in Erscheinung. Seine erste größere Rolle erhielt er 2000 in Joel Schumachers Kriegsdrama Tigerland an der Seite von Colin Farrell und Michael Shannon.
Später folgten zahlreiche Nebenrollen in Filmen wie All the Real Girls (2003), Das Gesetz der Ehre (2008), Fast & Furious – Neues Modell. Originalteile. (2009), Machete (2010) oder Die Lincoln Verschwörung (2010).
Seit dem Jahr 2010 trat er bis 2014 in der Rolle des Elias „Eli“ Thompson in der HBO-Fernsehserie Boardwalk Empire auf.

## Filmografie (Auswahl)
- 2000: Tigerland
- 2001: Gefangen in eisigen Tiefen (Submerged, Fernsehfilm)
- 2002: Bad Company – Die Welt ist in guten Händen (Bad Company)
- 2003: All the Real Girls
- 2004: Kono yo no sotoe – Club Shinchugun
- 2005: Der Herr des Hauses (Man of the House)
- 2005: Dogtown Boys
- 2006: Wristcutters: A Love Story
- 2006: Emergency Room – Die Notaufnahme (ER, Fernsehserie, 3 Folgen)
- 2006: First Snow
- 2008: South of Heaven
- 2008: Das Gesetz der Ehre (Pride and Glory)
- 2008: Splinter
- 2009: Experiment Killing Room (The Killing Room)
- 2009: Spooner
- 2009: Fast & Furious – Neues Modell. Originalteile. (Fast & Furious)
- 2009: Bad Lieutenant – Cop ohne Gewissen (Bad Lieutenant: Port of Call New Orleans)
- 2009: Blood Creek (Town Creek)
- 2010: Radio Free Albemuth
- 2010: Barry Munday
- 2010: Machete
- 2010: Die Lincoln Verschwörung (The Conspirator)
- 2010–2014: Boardwalk Empire (Fernsehserie, 49 Folgen)
- 2011: Take Shelter – Ein Sturm zieht auf (Take Shelter)
- 2011: Der Mandant (The Lincoln Lawyer)
- 2011: Cheyenne – This Must Be the Place (This Must Be the Place)
- 2011: Catch .44 – Der ganz große Coup (CATCH .44)
- 2012: Der Ruf der Wale (Big Miracle)
- 2012: Savages
- 2012: Silver Linings (Silver Linings Playbook)
- 2013: Fast & Furious 6
- 2013: American Hustle
- 2013: The Wolf of Wall Street
- 2014: Non-Stop
- 2014: True Detective (Fernsehserie, 2 Folgen)
- 2014: Marvel’s Agent Carter (Fernsehserie, 7 Folgen)
- 2015: Justified (Fernsehserie, Folge 6x12)
- 2015: Cop Car
- 2015: A Country Called Home
- 2016: Term Life – Mörderischer Wettlauf (Term Life)
- 2016–2017: Vice Principals (Fernsehserie, 15 Folgen)
- 2017: Fargo (Fernsehserie, 5 Folgen)
- 2017: Kong: Skull Island
- 2017: Death Note
- 2017: Narcos (Fernsehserie, Folgen 3x01–3x02)
- 2018: The Catcher Was a Spy
- 2018: Beirut
- 2018: Waco (Miniserie, 6 Folgen)
- 2018: Sicario 2 (Sicario: Day of the Soldado)
- 2018: Aufbruch zum Mond (First Man)
- 2018: Vice – Der zweite Mann (Vice)
- 2018: Homecoming (Fernsehserie, 8 Folgen)
- 2019: To the Stars
- 2019: Low Tide
- 2019: Joker
- 2019: Modern Love (Fernsehserie, 2 Folgen)
- 2020: The Quarry
- 2020: Vampires vs. the Bronx
- 2020–2023: Perry Mason (Fernsehserie, 15 Folgen)
- 2021: Fast & Furious 9 (F9)
- 2021: The Gateway
- 2021: Small Engine Repair
- 2021: South of Heaven
- 2022: Gaslit
- 2023: Eileen
- 2023: Fancy Dance
- 2023: Spider-Man: Across the Spider-Verse (Stimme)
- 2023: Mission: Impossible – Dead Reckoning Teil Eins (Mission: Impossible – Dead Reckoning Part One)
- 2023: Lawmen: Bass Reeves (Miniserie, 2 Folgen)
- 2024: Lake George
- 2025: American Primeval (Miniserie, 6 Folgen)
- 2025: Mission: Impossible – The Final Reckoning
- 2025: F1